# Saints Row (videogioco 2022)
Saints Row è un videogioco di genere avventura dinamica sviluppato da Volition e pubblicato da Deep Silver. È un reboot della serie Saints Row nonché quinto capitolo della saga, dopo Saints Row IV del 2013. È stato pubblicato il 23 agosto 2022 per Microsoft Windows, PlayStation 4, PlayStation 5, Xbox One, Xbox Series X/S e Google Stadia. Ambientato nella città immaginaria di Santo Ileso, vagamente basata su Las Vegas, la storia segue un gruppo di quattro amici che fondano la loro banda di fuorilegge chiamata The Saints, che successivamente espandono prendendo il potere da altre organizzazioni criminali della città.

## Protagonista
- Max Mittelman: Giocatore 1
- Erica Lindbeck: Giocatore 2
- Catero Colbert: Giocatore 3
- Bryce Charles: Giocatore 4
- Antony Del Rio: Giocatore 5
- Emily O'Brien: Giocatore 6
- Adam Michael Gold : Giocatore 7
- Rachel Butera : Giocatore 8